# Katarina Bogdanović
Katarina Bogdanović (Trpinja, 10. studenoga 1885. — Kragujevac, 3. ožujka 1969.) bila je srpska urednica, kritičarka, socijalistica, autorica udžbenika, nastavnica i direktorica gimnazije.

## Život
Katarina Bogdanović se rodila u selu Trpinji, u blizini Vukovara, 10. studenog 1885. godine. Školovala se u rodnom mjestu, zatim u Karlovcu, gdje je završila učiteljsku školu i u Beogradu. Uglavnom je radila kao nastavnica, a zatim kao direktorica gimnazije prvo u Nišu, a zatim u Kragujevcu. Smatrala je da ju je činovnički direktorski poziv koštao književne karijere, što zbog obaveza. što zbog udaljenosti od Beograda, kao kulturnog središta.:13-14
Prvo zaposljenje Katarine Bogdanović bilo je u osnovnoj školi u Tuzli, gdje je radila tijekom 1905. i 1906. godine, a koje je, na iznenađenje svoje obitelji, nakon dvije godine rada napustila radi odlaska u Beograd na studije. Dati otkaz i otići u Beograd početkom 20. stoljeća radi studija filozofije bio je veoma neobičan i izuzetno hrabar potez mlade djevojke, ali i odluka koja je pogoršala odnose između Katarine i njezine obitelji, pogotovo oca. To je dovelo i do njihovog priličnog udaljavanja, pa je Katarina nastojala sama financirati studije, kako u Beogradu, tako i kasnije u Parizu, što je bilo izrazito teško. Pišući o tom periodu u svojima Devojačkom dnevniku i Pariskom dnevniku, Katarina Bogdanović lucidno analizira svoje sazrijevanje i školovanje, pokazujući ne samo teškoće s kojima se susretala, već i kako su se i pod kojim utjecajima formirale njezine ideje i sklonosti koje će se i kasnije razvijati i dopunjavati, kao što su ateizam, sklonost ka filozofiji, uživanje u čitanju, melankolija.:14
Kao izvanredna studentica studirala je filozofske znanosti i srpsku književnost i 1910. godine položila je diplomske ispite kod profesora Brane Petronijevića i Jovana Skerlića. Smatra se prvom ženom koja je završila filozofiju na Sveučilištu u Beogradu. Nakon diplomiranja dobila je posao u privatnoj gimnaziji u Smederevu, gdje je radila dvije godine, nakon čega, po drugi put, daje otkaz i odlazi u Francusku, u Grenoble, pa u Pariz, gdje sluša predavanja na Sorboni. Namjeravala je završiti postdiplomske studije, ali ih je prekinula zbog poziva Ministarstva prosvjete iz Beograda, zbog čega se 1913. godine vraća u Srbiju gdje počinje raditi u Višoj ženskoj školi, koja će kasnije prerasti u Drugu žensku gimnaziju.:14-15
U ovoj školi narednih 15 godina predavala je filozofiju i srpsku književnost, sve do 1928. kada je postala direktorica Ženske gimnazije u Nišu, a 1932. premještena je u Kragujevac, također na direktorsko mjesto tamošnje gimnazije. Smatrala je da ju je premještaj u Niš presudno odvojio od književnih zbivanja i da se zbog toga prekinula suradnja s beogradskim književnim i drugim listovima. U svojim uspomenama piše o velikoj posvjećenosti direktorskom poslu, ali i o nedostacima srpskog obrazovnog sustava kojem su bile neophodne ozbiljne reforme, ali zbog nedostatka inicijative u Ministarstvu tijekom predratnog perioda, ovih promjena nije bilo. S mjesta direktorice kragujevačke gimnazije smjenjena je zbog političke nepodobnosti i privremeno umirovljena 1940. godine s obrazloženjem da je isuviše ljevičarski nastrojena i naklonjena komunistima, a time moralno-politički nepodobna za vaspitanje ženske omladine.:15
Tijekom prvih mjeseci okupacije, Katarina Bogdanović je bila uhićena i zatvorena pod optužbom da je komunistica. Nekoliko puta je uhićivana i isljeđivana, uz prijetnje smrtnom kaznom, ali stjecajem okolnosti ipak se je uspjela osloboditi. U Ratnom dnevniku, koji je vodila za vrijeme Drugog svjetskog rata, ostavila je obujmom malo, ali veoma upečatljivo i pronicljivo svjedočanstvo o njemačkom osvajanju Jugoslavije, o nespremnosti i neopremljenosti jugoslavenske vojske u prvim tjednima rata, o teškim uvjetima za život, nemaštini i gladi, o strijeljanju đaka, o svojem uhićenju, ali i o kolaboraciji s njemačkim vlastima Dimitrija Ljotića i njemu odanih, o potkazivanjima i izdaji, o savezničkom bombardiranju Kragujevca 1944. Također, tijekom ovog perioda bila je i teško bolesna, te je u svom dnevniku pisala da je tijekom rata tri puta izbjegla smrt: prilikom uhićenja, zbog bolesti i tijekom razornog savezničkog bombardiranja.:15
U poslijeratnom razdoblju, Katarina Bogdanović postaje prva predsjednica kragujevačkog odbora Antifašističkog fronta žena i uređuje novopokrenuti kragujevački časopis „Naša stvarnost“. Iako već u poodmaklim godinama, bila je aktivna, ali ipak u manjoj mjeri nego u međuratnom periodu: pisala je članke na aktualne teme, držala javna predavanja o velikim svjetskim piscima, o Svetozaru Markoviću, o obrazovanju, kao i o zemljama i gradovima koje je posjetila. Nekoliko puta je nagrađivana za svoj rad: u međuratnom razdoblju odlikovana je Ordenom Svetog Save, a kasnije Počasnom diplomom grada Kragujevca (1955.), kao i Ordenom rada (1958.).:16
Ipak, u svojim dnevnicima izražavala je žaljenje, smatrajući da nije iskoristila svoje potencijale, da bi više uradila da je bila u većim kulturnim središtima, makar u Beogradu, da je čitavog života pisala i provela ga među knjigama, ali da je ipak ostala bez djela. Na završnim stranicama dnevnika koji je vodila u već odmaklom životnom dobu (posljednje stranice dnevnika su iz 1958, kada Katarina Bogdanović ima 73 godine) dominira osjećanje uskraćenosti, nedovoljne profesionalne ostvarenosti, kao i uvjerenje da ju je srpska kultura zaboravila, te da će se njenom smrću okončati svako sjećanje na nju. Umrla je 1969. godine u domu za starije osobe u Kragujevcu, sahranjena je u ovom gradu, u kome danas postoji književni krug koji nosi njezino ime. Nije se udavala i nije imala djecu, izdržavala je i školovala sina i kći svoje umrle sestre.:16

## Radovi
Prve radove Katarina Bogdanović objavila je u časopisima „Delo“ i „Srpski književni glasnik“. U „Glasniku“ je debitirala 1910. godine člankom o Dimitriju Davidoviću, a u međuratnom periodu u novoj seriji ovog lista objavljivala je prikaze, eseje i prijevode, kao i izvještaje s međunarodnih konferencija. U međuratnom periodu bila je angažirana u ženskom pokretu gdje je neposredno surađivala s Zorom Kasnar, Paulinom Lebl Albala i drugima. One su zajedno 1919. godine u Beogradu osnovale Društvo za prosvjećivanje žene i zaštitu njezinih prava. U tom periodu intenziviraju se akcije ženskog pokreta, organizirano se širi mreža ženskih organizacija, aktivnije je žensko djelovanje i osnivaju se slična društva i u drugim gradovima. Tako je tijekom 1919. godine isto društvo osnovano i u Sarajevu, a njihov cilj je bio bavljenje emancipacijom žena i angažiranjem na ostvarenju građanskih i političkih prava žena. Kao glasilo ovog društva, osnovan je prvi feministički časopis „Ženski pokret“, čija je prva urednica bila upravo Katarina Bogdanović (1920.—1921.). U ovom listu, koji je izlazio bez prekida, narednih 18 godina, sve do 1938. godine, objavljivani su članci u kojima se raspravljalo o ženskoj emancipaciji, iscrpno se pratio rad međunarodnih i domaćih ženskih organizacija i donosila izvješća s kongresa širom Europe. U tom periodu Katarina Bodganović prati rad ženskih organizacija, odlazi kao delegat u Rim na međunarodni kongres na kome se raspravljalo o ženskom pravu glasa. Također je putovala u London na konferenciju Lige naroda, a tijekom dvadesetih i tridesetih godina 20. stoljeća učestvuje na nekoliko međunarodnih kongresa u Ateni, Bruxellesu, Krakovu i drugim gradovima. Putuje u Berlin 1936. na Olimpijadu i tom prigodom posjećuje i druge njemačke gradove, u Pariz 1937. na međunarodnu izložbu, ali i u Ameriku, u New York i Washington, gdje provodi mjesec dana 1939. godine, neposredno pred Drugi svjetski rat. Posjet Americi je na nju ostavio izuzetan utisak, a u njezinoj ostavštini ostao je putopisni tekst Njujorški dnevnik, gdje je pored svojih utisaka o gradu i američkoj kulturi ostavila svjedočanstvo o svom druženju s Adelom Milčinović, poznatom hrvatskom feministicom i književnicom, koja je u međuratnom periodu intenzivno objavljivala u srpskoj periodici, a u New Yorku je vodila ženski klub. Na svojim putovanjima Katarina Bogdanović nastojala je posjećivati, pored muzeja i knjižnica, škole i fakultete, kako bi se upoznala i s drugim obrazovnim sustavima, pa je tako u New Yorku posjetila nekoliko fakulteta, ali i Sveučilište Columbia na kome je slušala predavanja.:16-18
Zanimanje za prava žena polazilo je iz dubokih socijalističkih uvjerenja kojima se ona rukovodila, te se postupno već od 1923. godine udaljavala od ženskog pokreta i feminizma, a sve više se okretala pedagoškoj i socijalnoj tematici, odnosno prosvjetnom i radničkom pitanju. Kruna dugogodišnje nastavničke prakse, u suradnji s kolegicom i prijateljicom Paulinom Lebl Albala, bilo je pisanje i objavljivanje udžbenika Teorija književnosti 1923. godine. Pored osjetljivosti za feminističke i socijalne teme, bila je zainteresirana za psihoanalizu i učenje Alfreda Adlera, koje je zahvaljujući Dimitriju Mitrinoviću upoznala u Beču, a bila je naklonjena i Schopenhauerovoj i Nietzscheovoj filozofiji, kao i djelu Dostojevskog. Napisala je studiju o Jean Cocteauu objavljenu u „Glasniku“ 1933. godine, koja je objavljena i kao samostalno izdanje.:18
Strah od zaborava iskazan u njezinim dnevnicima gotovo da se obistinio. Njezini radovi, eseji i kritike, ostali su rasuti po časopisima, a jedina njezina knjiga, pored udžbenika za nastavu književnosti, objavljena je postumno 1986. godine zahvaljujući Milanu Nikoliću, kome je oporukom ostavila rukopisnu ostavštinu, i Književnom klubu „Katarina Bogdanović“ iz Kragujevca. U ovoj knjizi s naslovom Izabrani život prikupljeni su njezini dnevnici i bilješke iz ključnih životnih perioda, kao i najznačajniji članci. Nažalost knjiga je gotovo nedostupna, tako da je rad Katarine Bogdanović, jedne od izuzetno značajnih žena srpske kulture i književne povijesti, ostao na marginama suvremenih tumačenja i kontekstualizacija.:18-19

## Citat
:13
Ovako je pisala devetnaestogodišnja Katarina Bogdanović u svom djevojačkom dnevniku nezadovoljna učiteljskim pozivom koji je obavljala u Tuzli, težeći većim životnim ciljevima i višem obrazovanju. I zaista, već naredne 1906. godine, daje otkaz i na čuđenje čitave okolice odlazi u Beograd na studije filozofije i književnosti. Međutim, ovo nije jedini trenutak u životu Katarine Bogdanović u kome je osjećala stagnaciju u vlastitom duhovnom razvoju i kada je bila daleko od centara kulture i znanosti.:13

## Ulica
Ulica Katarine Bogdanović se nalazi u općini Čukarica. Dugačka je oko 250m. U blizini se nalazi stajalište za autobus 56, 87 i 89.